# روبرت لوسون
روبرت لوسون (بالإنجليزية: Robert Lawson)‏ (23 مارس 1901 بملبورن في أستراليا - 28 نوفمبر 1974) هو لاعب كريكت أسترالي. لعب مع فريق فكتوريا للكريكت.

## وصلات خارجية
- روبرت لوسون على موقع إي آس بي آن كريك إنفو (الإنجليزية)